# Marco Simone
Marco Simone (Castellanza, 7 gennaio 1969) è un dirigente sportivo, allenatore di calcio ed ex calciatore italiano, di ruolo attaccante.

## Caratteristiche tecniche
Attaccante brevilineo e tecnico, rapido nello stretto, agiva sia da prima che da seconda punta, ruolo più adatto alle sue caratteristiche fisiche.

## Carriera

### Giocatore

#### Club

##### Como, Virescit Boccaleone

Simone al Como nella seconda metà degli anni 1980

Simone ha esordito in Serie A l'11 gennaio 1987, neodiciottenne, tra le file del Como contro l'Empoli. Dopo le prime apparizioni in massima serie, è stato mandato un anno a maturare in Serie C1 alla Virescit Boccaleone. In quella stagione si è messo in luce segnando 15 gol e vincendo la classifica dei cannonieri del torneo.
Tornato a Como, ha giocato l'intero campionato 1988-1989 segnando 6 gol in 34 partite.

##### Milan
Il 6 luglio 1989 viene acquistato per 6 miliardi di lire dal Milan di Arrigo Sacchi. Nei suoi primi anni a Milano, Simone è relegato tra i comprimari della squadra; tuttavia, pur partendo spesso dalla panchina, negli anni seguenti riesce comunque a dare il proprio contributo nella vittoria di tre scudetti consecutivi, con i rossoneri nel frattempo passati sotto la guida di Fabio Capello.
La stagione 1994-1995 è stata quella più prolifica per lui: in campionato ha segnato 17 reti in 30 partite (risultando essere il migliore marcatore di tutta la squadra), oltre ad averne segnate 4 in Champions League. In Champions ha realizzato una doppietta decisiva ai fini del passaggio del turno dei rossoneri in semifinale nel quarto di finale vinto 2-0 contro il Benfica, mentre in campionato è da segnalare una sua tripletta nel trionfo per 5-0 sul campo del Brescia.

Dall'estate 1995, in coincidenza con l'arrivo a Milano di George Weah, Simone torna ad agire da seconda punta, ruolo più congeniale alle sue caratteristiche brevilinee: guadagna così un posto da titolare in attacco a fianco del liberiano, non patendo la concorrenza dell'altro neoacquisto, il più blasonato Roberto Baggio, e partecipando stavolta da protagonista alla vittoria dello scudetto del 1995-1996.
 Il 25 settembre 1996 realizza una tripletta in soli 19 minuti in occasione della partita di UEFA Champions League giocata in casa del Rosenborg e vinta per 4-1. Ha detenuto il record della tripletta più veloce nella storia della competizione fino all'edizione 2021-2022, quando il primato è stato battuto da Robert Lewandowski.
Rimane al Milan per otto stagioni, in cui vince complessivamente quattro campionati italiani, due Coppe dei Campioni/Champions League, due Coppe Intercontinentali, tre Supercoppe UEFA e tre Supercoppe italiane.

##### Paris Saint-Germain
Dopo essere stato quasi acquistato dal Bayern Monaco, il 30 giugno 1997 passa al Paris Saint-Germain, che lo ha pagato 10 miliardi di lire, cifra record in quel periodo per un calciatore straniero. Il primo gol nell'avventura parigina lo mette a segno nella seconda giornata del campionato, nella rimonta da 2-0 a 2-3 contro l'Auxerre. Ha segnato un paio di doppiette contro Rennes (4-1) e Lione (3-0), realizzando la sua prima rete stagionale europea contro il Beşiktaş (3-1).
Nella prima stagione parigina ha totalizzato 22 reti in 43 partite e ha vinto una Supercoppa di Francia, una Coppa di Francia, segnando il gol del definitivo 2-1 in finale contro il Lens e una Coppa di lega francese ai rigori, realizzando la prima rete della finale contro il Bordeaux. Il 30 dicembre 1998 viene eletto da France Football "miglior calciatore straniero" piazzandosi davanti al connazionale Fabrizio Ravanelli e nell'ambito degli Oscar del calcio francesi, quello di miglior calciatore assoluto. Nella seconda stagione ha disputato 37 incontri e segnato 10 reti, 9 in campionato e una in Coppa delle Coppe contro il Maccabi Haifa, che ha eliminato il PSG nei sedicesimi di finale.

##### Monaco, ritorno al Milan
Il 17 giugno 1999 si trasferisce al Monaco. Il suo trasferimento è stato fondamentale per la vittoria del campionato francese da parte dei monegaschi, in cui Simone ha segnato 21 reti e per la seconda volta è stato eletto da France Football "miglior calciatore straniero". Passa un altro anno nel Principato di Monaco, sebbene in tono minore (ha segnato solamente 7 gol). Dopo essere stato in procinto di trasferirsi al Parma, il 25 settembre 2001 passa in prestito al Milan, con cui disputa anche alcune partite di Coppa UEFA, dove il Milan giunge in semifinale. Sarà proprio la partita dell'11 aprile 2002 a San Siro contro il Borussia Dortmund la sua ultima in maglia rossonera.
Alla fine della stagione è rientrato dal prestito e ha trascorso un'altra stagione al Monaco scendendo in campo solo in 5 occasioni, anche a causa dei dissidi con l'allenatore Didier Deschamps. Il 29 agosto 2003 rescinde consensualmente il contratto.

##### Nizza, Legnano
L'8 gennaio 2004 ha firmato un contratto di 6 mesi con il Nizza. Il 13 aprile dopo appena solo sette partite disputate rescinde il contratto con i francesi.
Dopo breve parentesi nella stagione 2005-2006 nel Legnano, nella quale ha disputato 11 partite e segnato un gol con i lilla, ha deciso di ritirarsi definitivamente nel marzo 2006, all'età di 37 anni, rescindendo il contratto con il Legnano ed evitando così 10 giorni di squalifica per essersi presentato in ritardo a un controllo antidoping.

#### Nazionale
Tra il 1988 e il 1990 ha militato nella nazionale Under-21, esordendo con un gol nella gara contro Malta del 21 dicembre 1988 (vinta 8-0). Nelle file degli Azzurrini ha totalizzato 16 presenze e 7 reti.
Successivamente è entrato nel giro della nazionale maggiore guidata da Arrigo Sacchi, che lo aveva già allenato al Milan. Ha debuttato il 19 dicembre 1992, sempre contro Malta, ed è rimasto nel giro azzurro fino al 1996, disputando 4 incontri.

### Allenatore e dirigente
Il 17 maggio 2005 aveva acquistato insieme al fratello Gianni il Legnano, diventandone dirigente oltre che calciatore.
Ritiratosi definitivamente dall'attività agonistica, ha svolto a tempo pieno il ruolo dirigenziale e nella stagione 2006-2007 è riuscito a portare il Legnano in Serie C1 dopo venti anni di attesa.
Successivamente, lasciata la dirigenza del Legnano, è diventato procuratore sportivo e agente FIFA.
Dal 2009 è stato consulente di mercato del Monaco e il 12 settembre 2011 la società monegasca, fresca di retrocessione in Ligue 2, dopo l'esonero di Laurent Banide gli ha affidato la guida tecnica della squadra in coppia con Jean Petit. Il 19 maggio 2012, dopo aver concluso la Ligue 2 2011-2012 in ottava posizione, nonostante una partenza dal penultimo posto in classifica, non viene riconfermato dalla società del Principato di Monaco, intenzionata a puntare su uno staff tecnico più esperto per cercare la promozione in Ligue 1.
Il 7 novembre 2013 Simone, sprovvisto del patentino che gli avrebbe consentito di allenare ufficialmente, è stato nominato direttore tecnico del Losanna, formazione in quel momento ultima nella Super League svizzera, con Henri Atamaniuk nella veste di allenatore della squadra vodese.
Il 12 maggio 2014 decide di non proseguire l'avventura con il Losanna in quanto il progetto sportivo non rispecchia le sue ambizioni. Acquisito nel frattempo il patentino Uefa Pro, il 13 ottobre viene richiamato alla guida del Losanna. Il 24 marzo 2015 dopo una serie di cinque sconfitte consecutive viene esonerato.
Il 25 giugno diviene l'allenatore del Tours, squadra che milita nella seconda divisione francese. Conclude con la squadra più giovane delle due divisioni francesi al nono posto in campionato dopo aver ottenuto 49 punti in 38 partite e realizza un ottimo percorso in Coppa di lega francese e in Coppa di Francia venendo eliminato dal Lione nei ottavi di finale per 2 a 1 e nei sedicesimi di finale dal Lorient per 3 a 2 dopo i tempi supplementari. Il 14 maggio 2016 si dimette dalla guida.
L'8 novembre viene ingaggiato come tecnico del Laval, prende la squadra al terz'ultimo posto in campionato con 11 punti in 14 partite. Viene esonerato l'11 aprile 2017, con la squadra ultima a sei giornate dal termine del campionato. Il 15 luglio 2017 viene nominato tecnico del Club Africain, squadra della massima divisione tunisina, firmando un biennale. Il 23 novembre è sollevato dall'incarico.
Nell'estate 2018 viene messo sotto contratto con il proprio staff per guidare la squadra B del Milan, subito dopo il club rinuncia a iscrivere la squadra e il contratto viene annullato. Dirà in seguito in un'intervista che il Milan gli aveva poi chiesto la disponibilità per allenare la Primavera, ma anche per questa offerta la società aveva cambiato idea e aveva affidato la panchina a Federico Giunti.
Il 25 marzo 2019 viene annunciato il suo ingaggio da parte di un club thailandese di prima divisione, il Ratchaburi Mitr Phol, per sostituire sulla panchina Christian Ziege. Il 20 luglio lascia il club thailandese dopo aver ottenuto 8 vittorie in 18 partite e il 26 luglio accetta l'offerta del club marocchino del Chabab Mohammedia, militante della seconda divisione marocchina. L'11 novembre 2019, malgrado la squadra sia prima in classifica, viene esonerato.
Il 9 marzo 2021 viene ingaggiato per subentrare sulla panchina dello Châteauroux, club all'ultimo posto della Ligue 2, a ben nove punti dalla salvezza.. L'impresa di portare il team alla salvezza non gli riesce e la stagione termina con la retrocessione. La stagione successiva lo vede guidare il team in Championnat National, la terza serie francese. Viene sollevato dall'incarico il 10 ottobre 2021, con la squadra a metà classifica.
Il 20 settembre 2022 firma un contratto, come assistente, con il club emiratino del Al Thaid Sports Club, militante nella seconda serie.
Nel giugno 2025 è diventato il presidente del Monaco United FC del quale è fondatore.

## Statistiche

### Presenze e reti nei club
| Stagione                   | Squadra                    | Campionato                 | Campionato | Campionato | Coppe nazionali | Coppe nazionali | Coppe nazionali | Coppe continentali | Coppe continentali | Coppe continentali | Altre coppe | Altre coppe | Altre coppe | Totale | Totale |
| Stagione                   | Squadra                    | Comp                       | Pres       | Reti       | Comp            | Pres            | Reti            | Comp               | Pres               | Reti               | Comp        | Pres        | Reti        | Pres   | Reti   |
| -------------------------- | -------------------------- | -------------------------- | ---------- | ---------- | --------------- | --------------- | --------------- | ------------------ | ------------------ | ------------------ | ----------- | ----------- | ----------- | ------ | ------ |
| 1986-1987                  | Como                       | A                          | 2          | 0          | -               | -               | -               | -                  | -                  | -                  | -           | -           | -           | 2      | 0      |
| 1987-1988                  | Virescit Boccaleone        | C1                         | 33         | 15         | -               | -               | -               | -                  | -                  | -                  | -           | -           | -           | 33     | 15     |
| 1988-1989                  | Como                       | A                          | 34         | 6          | CI              | 8               | 1               | -                  | -                  | -                  | -           | -           | -           | 42     | 7      |
| Totale Como                | Totale Como                | Totale Como                | 36         | 6          |                 | 8               | 1               |                    | -                  | -                  |             | -           | -           | 44     | 7      |
| 1989-1990                  | Milan                      | A                          | 21         | 1          | CI              | 3               | 1               | CC                 | 5                  | 1                  | SU+CInt     | 2+1         | 0           | 32     | 3      |
| 1990-1991                  | Milan                      | A                          | 14         | 4          | CI              | 6               | 2               | CC                 | 2                  | 0                  | -           | -           | -           | 22     | 6      |
| 1991-1992                  | Milan                      | A                          | 15         | 7          | CI              | 4               | 1               | -                  | -                  | -                  | -           | -           | -           | 19     | 8      |
| 1992-1993                  | Milan                      | A                          | 13         | 5          | CI              | 4               | 0               | UCL                | 8                  | 4                  | -           | -           | -           | 25     | 9      |
| 1993-1994                  | Milan                      | A                          | 25         | 3          | CI              | 1               | 0               | UCL                | 7                  | 2                  | SI+SU+CInt  | 1+0+0       | 1+0+0       | 34     | 6      |
| 1994-1995                  | Milan                      | A                          | 30         | 17         | CI              | 3               | 0               | UCL                | 9                  | 4                  | SI+SU+CInt  | 1+1+1       | 0           | 45     | 21     |
| 1995-1996                  | Milan                      | A                          | 27         | 8          | CI              | 3               | 1               | CU                 | 5                  | 2                  | -           | -           | -           | 35     | 11     |
| 1996-1997                  | Milan                      | A                          | 23         | 4          | CI              | 3               | 2               | UCL                | 6                  | 4                  | SI          | 1           | 0           | 33     | 10     |
| 1997-1998                  | Paris Saint-Germain        | D1                         | 28         | 13         | CF+CdL          | 5+4             | 2+3             | UCL                | 6                  | 4                  | -           | -           | -           | 43     | 22     |
| 1998-1999                  | Paris Saint-Germain        | D1                         | 31         | 9          | CF+CdL          | 1+2             | 0               | CdC                | 2                  | 1                  | SF          | 1           | 0           | 37     | 10     |
| Totale Paris Saint-Germain | Totale Paris Saint-Germain | Totale Paris Saint-Germain | 59         | 22         |                 | 12              | 5               |                    | 8                  | 5                  |             | 1           | 0           | 80     | 32     |
| 1999-2000                  | Monaco                     | D1                         | 34         | 21         | CF+CdL          | 3+2             | 1+0             | CU                 | 7                  | 6                  | -           | -           | -           | 46     | 28     |
| 2000-2001                  | Monaco                     | D1                         | 30         | 7          | CF+CdL          | 1+5             | 0+3             | UCL                | 6                  | 6                  | SF          | 1           | 0           | 43     | 16     |
| lug.-set. 2001             | Monaco                     | D1                         | 5          | 0          | -               | -               | -               | -                  | -                  | -                  | -           | -           | -           | 5      | 0      |
| 2001-2002                  | Milan                      | A                          | 9          | 0          | CI              | 3               | 1               | CU                 | 3                  | 0                  | -           | -           | -           | 15     | 1      |
| Totale Milan               | Totale Milan               | Totale Milan               | 177        | 49         |                 | 30              | 8               |                    | 45                 | 17                 |             | 8           | 1           | 260    | 75     |
| 2002-2003                  | Monaco                     | L1                         | 5          | 0          | -               | -               | -               | -                  | -                  | -                  | -           | -           | -           | 5      | 0      |
| Totale Monaco              | Totale Monaco              | Totale Monaco              | 74         | 28         |                 | 11              | 4               |                    | 13                 | 12                 |             | 1           | 0           | 99     | 44     |
| 2003-2004                  | Nizza                      | L1                         | 7          | 0          | -               | -               | -               | -                  | -                  | -                  | -           | -           | -           | 7      | 0      |
| 2005-2006                  | Legnano                    | C2                         | 11         | 1          | -               | -               | -               | -                  | -                  | -                  | -           | -           | -           | 11     | 1      |
| Totale carriera            | Totale carriera            | Totale carriera            | 397        | 121        |                 | 63              | 18              |                    | 66                 | 34                 |             | 10          | 1           | 536    | 173    |

### Cronologia presenze e reti in nazionale
| Cronologia completa delle presenze e delle reti in nazionale ― Italia | Cronologia completa delle presenze e delle reti in nazionale ― Italia | Cronologia completa delle presenze e delle reti in nazionale ― Italia | Cronologia completa delle presenze e delle reti in nazionale ― Italia | Cronologia completa delle presenze e delle reti in nazionale ― Italia | Cronologia completa delle presenze e delle reti in nazionale ― Italia | Cronologia completa delle presenze e delle reti in nazionale ― Italia | Cronologia completa delle presenze e delle reti in nazionale ― Italia |
| Data                                                                  | Città                                                                 | In casa                                                               | Risultato                                                             | Ospiti                                                                | Competizione                                                          | Reti                                                                  | Note                                                                  |
| --------------------------------------------------------------------- | --------------------------------------------------------------------- | --------------------------------------------------------------------- | --------------------------------------------------------------------- | --------------------------------------------------------------------- | --------------------------------------------------------------------- | --------------------------------------------------------------------- | --------------------------------------------------------------------- |
| 19-12-1992                                                            | Ta' Qali                                                              | Malta                                                                 | 1 – 2                                                                 | Italia                                                                | Qual. Mondiali 1994                                                   | -                                                                     | 59’                                                                   |
| 11-11-1995                                                            | Bari                                                                  | Italia                                                                | 3 – 1                                                                 | Ucraina                                                               | Qual. Euro 1996                                                       | -                                                                     | 65’                                                                   |
| 15-11-1995                                                            | Reggio Emilia                                                         | Italia                                                                | 4 – 0                                                                 | Lituania                                                              | Qual. Euro 1996                                                       | -                                                                     |                                                                       |
| 6-11-1996                                                             | Sarajevo                                                              | Bosnia ed Erzegovina                                                  | 2 – 1                                                                 | Italia                                                                | Amichevole                                                            | -                                                                     | 46’                                                                   |
| Totale                                                                |                                                                       | Presenze                                                              | 4                                                                     |                                                                       | Reti                                                                  | 0                                                                     |                                                                       |

#### Dati statistici
- Simone ha segnato complessivamente 121 gol in 397 partite di campionato.
- Nella Serie A italiana ha giocato 213 partite segnando 55 gol.
- Nella Ligue 1 francese ha giocato 140 partite segnando 50 gol.
- Nella UEFA Champions League ha giocato 46 partite segnando 25 gol. Attualmente è il terzo migliore marcatore italiano di sempre della competizione dietro a Filippo Inzaghi (50) e Alessandro Del Piero (44).

### Statistiche da allenatore

#### Club
Statistiche aggiornate al 30 giugno 2024. In grassetto le competizioni vinte.
| Stagione            | Squadra              | Campionato         | Campionato | Campionato | Campionato | Campionato | Coppe nazionali | Coppe nazionali | Coppe nazionali | Coppe nazionali | Coppe nazionali | Coppe continentali | Coppe continentali | Coppe continentali | Coppe continentali | Coppe continentali | Altre coppe | Altre coppe | Altre coppe | Altre coppe | Altre coppe | Totale | Totale | Totale | Totale | Vittorie % | Piazzamento      |
| Stagione            | Squadra              | Comp               | G          | V          | N          | P          | Comp            | G               | V               | N               | P               | Comp               | G                  | V                  | N                  | P                  | Comp        | G           | V           | N           | P           | G      | V      | N      | P      | %          | Piazzamento      |
| ------------------- | -------------------- | ------------------ | ---------- | ---------- | ---------- | ---------- | --------------- | --------------- | --------------- | --------------- | --------------- | ------------------ | ------------------ | ------------------ | ------------------ | ------------------ | ----------- | ----------- | ----------- | ----------- | ----------- | ------ | ------ | ------ | ------ | ---------- | ---------------- |
| set. 2011-2012      | Monaco               | L2                 | 32         | 13         | 9          | 10         | CF+CdL          | 3+0             | 2+0             | 0+0             | 1+0             | -                  | -                  | -                  | -                  | -                  | -           | -           | -           | -           | -           | 35     | 15     | 9      | 11     | 42,86      | Sub. 8°          |
| ott. 2014-apr. 2015 | Losanna              | CL                 | 13         | 4          | 2          | 7          | CS              | -               | -               | -               | -               | -                  | -                  | -                  | -                  | -                  | -           | -           | -           | -           | -           | 13     | 4      | 2      | 7      | 30,77      | Sub eson.        |
| 2015-2016           | Tours                | L2                 | 38         | 11         | 14         | 13         | CF+CdL          | 3+4             | 2+3             | 0+0             | 1+1             | -                  | -                  | -                  | -                  | -                  | -           | -           | -           | -           | -           | 45     | 16     | 14     | 15     | 35,56      | 9°               |
| nov. 2016-apr. 2017 | Laval                | L2                 | 18         | 2          | 10         | 6          | CF+CdL          | 3+0             | 2+0             | 0+0             | 1+0             | -                  | -                  | -                  | -                  | -                  | -           | -           | -           | -           | -           | 21     | 4      | 10     | 7      | 19,05      | Sub. eson.       |
| ago.-nov. 2017      | Club Africain        | CLP-1              | 6          | 2          | 1          | 3          | CT              | -               | -               | -               | -               | CCAF               | 4                  | 1                  | 1                  | 2                  | -           | -           | -           | -           | -           | 10     | 3      | 2      | 5      | 30,00      | Eson.            |
| mar.-lug. 2019      | Ratchaburi Mitr Phol | TL                 | 14         | 5          | 3          | 6          | TFACup+CdL      | 2+2             | 2+0             | 0+1             | 0+1             | -                  | -                  | -                  | -                  | -                  | -           | -           | -           | -           | -           | 18     | 7      | 4      | 7      | 38,89      | Sub. Risoluz.    |
| lug.-nov. 2019      | Chabab Mohammedia    | B2                 | 8          | 3          | 4          | 1          | CM              | 1               | 0               | 0               | 1               | -                  | -                  | -                  | -                  | -                  | -           | -           | -           | -           | -           | 9      | 3      | 4      | 2      | 33,33      | Eson.            |
| mar.-mai 2021       | Châteauroux          | L2                 | 10         | 0          | 5          | 5          | CF              | -               | -               | -               | -               | -                  | -                  | -                  | -                  | -                  | -           | -           | -           | -           | -           | 10     | 0      | 5      | 5      | &0,00      | Sub. 20° (retr.) |
| ago.-ott. 2021      | Châteauroux          | Nat                | 10         | 4          | 3          | 3          | CF              | -               | -               | -               | -               | -                  | -                  | -                  | -                  | -                  | -           | -           | -           | -           | -           | 10     | 4      | 3      | 3      | 40,00      | Eson.            |
| Totale Châteauroux  | Totale Châteauroux   | Totale Châteauroux | 20         | 4          | 8          | 8          |                 | -               | -               | -               | -               |                    | -                  | -                  | -                  | -                  |             | -           | -           | -           | -           | 20     | 4      | 8      | 8      | 20,00      |                  |
| Totale carriera     | Totale carriera      | Totale carriera    | 149        | 44         | 51         | 54         |                 | 18              | 11              | 1               | 6               |                    | 4                  | 1                  | 1                  | 2                  |             | -           | -           | -           | -           | 171    | 56     | 53     | 62     | 32,75      |                  |

## Palmarès

### Giocatore

#### Club

##### Competizioni nazionali
- Campionato italiano: 4

Milan: 1991-1992, 1992-1993, 1993-1994, 1995-1996
- Supercoppa italiana: 3

Milan: 1992, 1993, 1994
- Coppa di Francia: 1

Paris Saint-Germain: 1997-1998
- Coppa di Lega francese: 2

Paris Saint-Germain: 1997-1998
Monaco:  2002-2003
- Supercoppa francese: 2

Paris Saint-Germain: 1998
Monaco: 2000
- Campionato francese: 1

Monaco: 1999-2000

##### Competizioni internazionali
- Coppa dei Campioni/UEFA Champions League: 2

Milan: 1989-1990, 1993-1994
- Supercoppa UEFA: 3

Milan: 1989, 1990, 1994
- Coppa Intercontinentale: 2

Milan: 1989, 1990

#### Individuale
- Capocannoniere della Serie C1: 1

1987-1988 (15 gol)
- Miglior calciatore straniero in Francia per France Football: 2

1997-1998, 1999-2000
- Onze di bronzo: 1

1997
- Trophées UNFP du football: 1

Miglior giocatore della Division 1: 1998